# Tuberarcturus drygalskii
Tuberarcturus drygalskii är en kräftdjursart som först beskrevs av Ernst Vanhöffen 1914.  Tuberarcturus drygalskii ingår i släktet Tuberarcturus och familjen Antarcturidae. Inga underarter finns listade i Catalogue of Life.